# Гомадинген
Гомадинген (њем. Gomadingen) општина је у њемачкој савезној држави Баден-Виртемберг. Једно је од 26 општинских средишта округа Ројтлинген. Према процјени из 2010. у општини је живјело 2.197 становника. Посједује регионалну шифру (AGS) 8415027.

## Географски и демографски подаци
Гомадинген се налази у савезној држави Баден-Виртемберг у округу Ројтлинген. Општина се налази на надморској висини од 693 метра. Површина општине износи 45,8 km². У самом мјесту је, према процјени из 2010. године, живјело 2.197 становника. Просјечна густина становништва износи 48 становника/km².

## Међународна сарадња
| Мјесто       | Држава    | Врста сарадње | Од    |
| ------------ | --------- | ------------- | ----- |
| Би ле Барони | Француска | партнерство   | 1999. |
| Извор        |           |               |       |